# Петрилэ, Михаэла
Михаэла Петрилэ (рум. Mihaela Petrilă; род. 7 мая 1991, Пашкань, Яссы) — румынская гребчиха, выступавшая за сборную Румынии по академической гребле в период 2007—2017 годов. Бронзовая призёрка летних Олимпийских игр в Рио-де-Жанейро, чемпионка мира, двукратная чемпионка Европы, победительница и призёрка многих регат национального значения.

## Биография
Михаэла Петрилэ родилась 7 мая 1991 года в городе Пашкани, Румыния. Заниматься академической греблей начала в 2004 году, проходила подготовку в клубе Iasi CSM.
Дебютировала в гребле на международной арене в 2007 году, выступив в парных четвёрках на чемпионате мира среди юниоров в Пекине. Год спустя в одиночках заняла четвёртое место на юниорском мировом первенстве в Линце. Ещё через год на аналогичных соревнованиях в Брив-ла-Гайард одержала победу в зачёте распашных безрульных двоек.
В 2010 году впервые вошла в основной состав румынской национальной сборной и выступила в парных двойках на чемпионате Европы в Монтемор-у-Велью, однако была здесь далека от попадания в число призёров.
Выиграла серебряную медаль в парных двойках на молодёжном мировом первенстве в Амстердаме, тогда как на европейском первенстве в Пловдиве сумела квалифицироваться лишь в утешительный финал B и расположилась в итоговом протоколе соревнований на одиннадцатой строке.
В 2013 году была лучшей в распашных безрульных двойках на молодёжном мировом первенстве в Линце.
В 2014 году в восьмёрках отметилась победой на чемпионате Европы в Белграде, в той же дисциплине выиграла серебряную медаль на этапе Кубка мира в Люцерне, в то время как на чемпионате мира в Амстердаме финишировала четвёртой.
На европейском первенстве 2015 года в Познани выиграла бронзовую медаль в восьмёрках.
Благодаря череде удачных выступлений удостоилась права защищать честь страны на летних Олимпийских играх 2016 года в Рио-де-Жанейро — в составе экипажа, куда также вошли гребчихи Роксана Коджану, Йоана Струнгару, Юлиана Попа, Мэдэлина Береш, Лаура Опря, Аделина Богуш, Андреа Богьян и рулевая Даниэла Друнча, в решающем финальном заезде восьмёрок пришла к финишу третьей позади команд из Соединённых Штатов и Великобритании — тем самым завоевала бронзовую олимпийскую медаль.
Став бронзовой олимпийской призёркой, Петрилэ осталась в составе гребной команды Румынии и продолжила принимать участие в крупнейших международных регатах. Так, в 2017 году в восьмёрках она одержала победу на этапе Кубка мира в Люцерне, на чемпионате Европы в Рачице и на чемпионате мира в Сарасоте.